# Řecké řešení
Řecké řešení (řecky  Ελληνική Λύση, Elliniki Lisi) je krajně pravicová nacionalistická politická strana v Řecku. Byla založena v roce 2016, do Helénského parlamentu se poprvé dostala v parlamentních volbách 2019, od stejného roku také drží jeden mandát v Evropském parlamentu, kde zasedá ve frakci Evropští konzervativci a reformisté. Řadu voličů zjevně přebrala neonacistické straně Zlatý úsvit, v porovnání s níž působí značně umírněněji. Současným předsedou Kyriakos Velopoulos. 

## Program
Strana se profiluje nacionalisticky a euroskepticky. V zahraniční politice se staví skepticky k současné geopolitické orientaci země na západ, tedy na Evropskou unii a USA, a prosazuje přátelštější vztahy a spolupráci s Ruskem a Čínou jak v ekonomických, tak v kulturních otázkách (příklon k Rusku prosazuje i kvůli kulturní blízkosti - v obou zemích je nejrozšířenější náboženství pravoslavné křesťanství). Vymezuje se také proti Turecku (i kvůli sporům v teritoriálních otázkách) a výrazně odmítavě se staví k názvu státu Severní Makedonie, který se do roku 2019 nazýval jen Makedonie, což vedlo ke sporům s Řeckem, protože část území historické Makedonie leží na současném řeckém území. Řecké řešení odmítá i úpravu názvu na Severní Makedonie a za přípustné považuje jenom úplné vypuštění slova Makedonie z názvu tohoto státu. 
V domácí politice se obsáhle věnuje ekonomickým otázkám, zejména oživení řecké ekonomiky, úpravu koncepce turismu, prosazuje tvrdý přístup vůči uprchlíkům a staví se za zájmy řecké ortodoxní církve.

### Hlavní programové teze
- Reforma řeckého hospodářství, silný a finančně robustní stát, investice do zemědělství a rybolovu jako páteře ekonomiky, které musí primárně zajišťovat řeckou soběstačnost a druhotně sloužit jako zdroj příjmů z vývozu, podpora "dopravní ekonomiky" - Řecko se má stát dopravním uzlem a tranzitním státem, jako se to povedlo např. Nizozemsku - další zdroj financí;
- rozvoj a zároveň restrukturalizace cestovního ruchu - turismus má být orientován spíš na bohatší platící návštěvníky, kteří do řecké ekonomiky přinášejí peníze, nikoliv na velké množství nízkopříjmových návštěvníků, kteří "drancují a přehlcují infrastrukturu", podpora alternativních druhů turistiky (kulturní, náboženská, wellness, agro, eko, vzdělávací), podpora a orientace zejména na ruské turisty, kteří přinášejí do ekonomiky peníze a zároveň je s Řeky pojí stejné vyznání a kulturní blízkost;
- rozvoj námořní dopravy a její vyšší finanční přínosy díky cestovnímu ruchu i mezinárodnímu obchodu;
- ekonomický růst, důraz na investice a podnikání, které má být přívětivé a nebyrokratické, vyvážit domácí zisky Řeků a příliv zahraničního kapitálu, zákony musí platit pro všechny stejně;
- reforma a regulace zdanění, zastavení nadměrného zdanění občanů, daňové sazby musí zajišťovat řeckou konkurenceschopnost s okolními státy a nesmí nutit mladé Řeky k emigraci, daňový systém musí být spravedlivý;
- restrukturalizace a modernizace řeckého zdravotnictví;
- vytvoření udržitelného důchodového systému;
- rozvoj využití obnovitelných zdrojů energie;
- restrukturalizace veřejné správy, omezení byrokracie;
- reforma soudnictví;
- přijetí opatření na podporu inovací a startupů, jako jednu z pák restartu ekonomiky;
- investičními prioritami mají být obrana, vzdělávání, bezpečnost, zdravotnictví a pečovatelství o starší občany;
- vznik národní rady, která bude zajišťovat stabilní politiku vnějších vztahů, obrany a bezpečnosti;
- celková reforma parlamentního systému, postupné přijímání systému přímé demokracie podle švýcarského modelu;
- přijetí opatření proti ilegální migraci a navracení uprchlíků zpět do země původu;
- opatření na podporu Řeků žijících v zahraničí;
- vytvoření sociálního státu s důrazem na pomoc občanům se zdravotním postižením;
- reforma vzdělávání, tak, aby v mladých lidech posilovalo národní a náboženské (pravoslavné) cítění, důraz na národní zájem, podpora soukromého vzdělávání.

## Volební výsledky

### Parlamentní volby
| Volby | Počet hlasů | Hlasy v % | Změna | Mandátů | Změna | Postavení |
| ----- | ----------- | --------- | ----- | ------- | ----- | --------- |
| 2019  | 208 805     | 3,7       | -     | 10      | -     | opozice   |

### Volby do Evropského parlamentu
| volby | počet hlasů | hlasy v % | počet mandátů | poznámky            |
| ----- | ----------- | --------- | ------------- | ------------------- |
| 2019  | 236 349     | 4,18      | 1             | účast ve frakci ECR |